# Lista över avsnitt av Doctor Who (1963–1989)
Detta är en lista över avsnitt från den klassiska eran av Doctor Who. Varje äventyr fram till Survival år 1989, med undantag för ett specialavsnitt samt en TV-film, var historier som löpte över flera avsnitt; tecknen i kolumnen efter äventyrets titel anger den kod som användes av produktionsgruppen för att beteckna äventyret (där så är tillämpligt) och följs av antalet avsnitt i äventyret. Om inte annat anges är avsnitt under denna period 25 minuter långa.
Ett antal äventyr från 1960-talet antingen saknas eller är ofullständiga, och några avsnitt från 1970-talet är endast bevarade i svartvitt.
De tresiffriga numren på äventyren är inte beteckningar på desamma, utan tjänar enbart som vägledning till var berättelsen står i programmets övergripande sammanhang. Det råder till exempel delade meningar om huruvida The Trial of a Time Lord i säsong 23 bör räknas som ett eller fyra äventyr, och huruvida den icke fullbordade Shada skall räknas in. Den numrering som används här motsvarar den som används i källor som The Discontinuity Guide, Outpost Gallifrey och DVD-utgåvorna, vilka räknar Trial som fyra äventyr och räknar in Shada.
Med början av återupplivandet av serien 2005 övergav man det traditionella äventyrsformatet till förmån för det mer fristående episodiska formatet, med enstaka multi-avsnitt och ett löst sammanhållet övergripande tema, i stil med amerikanska TV-serier som Buffy och vampyrerna eller The X-Files. Om inget annat anges så är de nya avsnitten 45 minuter långa.
I de två första säsongerna och merparten av säsong tre har varje avsnitt inom ett äventyr en individuell titel; inget äventyr har dock någon synlig övergripande titel förrän The Savages. Man brukar dock referera till tidiga äventyr med "paraplytitlar" som inte används på TV-skärmen. Genom åren har det uppstått mycken debatt kring dessa titlar, där olika källor ofta använder olika titlar av olika skäl. Titlarna i denna lista är generellt desamma som används i kommersiella utgåvor.
Under programmets tidigare säsonger är flertalet äventyr sammanlänkade, så att ett vanligen leder direkt in i nästa — även om det finns vissa avbrott, såsom mellan andra säsongens avslutningsäventyr The Time Meddler och tredje säsongen inledningsäventyr, Galaxy 4.

## Översikt
Den följande tabellen länkar till säsonger och serier. Enskilda specialer är inte inkluderade i antalet avsnitt eller tittarsiffror.
| Säsong / Serie | Säsong / Serie | Era            | Doktor            | Äventyr | Avsnitt | Avsnitt | Originalvisning       | Originalvisning      | Genomsnittliga tittare (miljoner) |
| Säsong / Serie | Säsong / Serie | Era            | Doktor            | Äventyr | Avsnitt | Avsnitt | Första sändningsdatum | Sista sändningsdatum | Genomsnittliga tittare (miljoner) |
| -------------- | -------------- | -------------- | ----------------- | ------- | ------- | ------- | --------------------- | -------------------- | --------------------------------- |
|                | Säsong 1       | Klassiska eran | Första Doktorn    | 8       | 42      | 42      | 23 november 1963      | 12 september 1964    | 8.08                              |
|                | Säsong 2       | Klassiska eran | Första Doktorn    | 9       | 39      | 39      | 31 oktober 1964       | 24 juli 1965         | 10.46                             |
|                | Säsong 3       | Klassiska eran | Första Doktorn    | 10      | 45      | 45      | 11 september 1965     | 16 juli 1966         | 8.65                              |
|                | Säsong 4       | Klassiska eran | Andra Doktorn     | 9       | 43      | 43      | 10 september 1966     | 1 juli 1967          | 6.05                              |
|                | Säsong 5       | Klassiska eran | Andra Doktorn     | 7       | 40      | 40      | 2 september 1967      | 1 juni 1968          | 7.23                              |
|                | Säsong 6       | Klassiska eran | Andra Doktorn     | 7       | 44      | 44      | 10 augusti 1968       | 21 juni 1969         | 6.38                              |
|                | Säsong 7       | Klassiska eran | Tredje Doktorn    | 4       | 25      | 25      | 3 januari 1970        | 20 juni 1970         | 7.17                              |
|                | Säsong 8       | Klassiska eran | Tredje Doktorn    | 5       | 25      | 25      | 2 januari 1971        | 19 juni 1971         | 7.96                              |
|                | Säsong 9       | Klassiska eran | Tredje Doktorn    | 5       | 26      | 26      | 1 januari 1972        | 24 juni 1972         | 8.30                              |
|                | Säsong 10      | Klassiska eran | Tredje Doktorn    | 5       | 26      | 26      | 30 december 1972      | 23 juni 1973         | 8.87                              |
|                | Säsong 11      | Klassiska eran | Tredje Doktorn    | 5       | 26      | 26      | 15 december 1973      | 8 juni 1974          | 8.78                              |
|                | Säsong 12      | Klassiska eran | Fjärde Doktorn    | 5       | 20      | 20      | 28 december 1974      | 10 maj 1975          | 10.00                             |
|                | Säsong 13      | Klassiska eran | Fjärde Doktorn    | 6       | 26      | 26      | 30 augusti 1975       | 6 mars 1976          | 10.14                             |
|                | Säsong 14      | Klassiska eran | Fjärde Doktorn    | 6       | 26      | 26      | 4 september 1976      | 2 april 1977         | 11.08                             |
|                | Säsong 15      | Klassiska eran | Fjärde Doktorn    | 6       | 26      | 26      | 3 september 1977      | 11 mars 1978         | 8.98                              |
|                | Säsong 16      | Klassiska eran | Fjärde Doktorn    | 6       | 26      | 26      | 2 september 1978      | 24 februari 1979     | 8.61                              |
|                | Säsong 17      | Klassiska eran | Fjärde Doktorn    | 5       | 20      | 20      | 1 september 1979      | 12 januari 1980      | 11.21                             |
|                | Säsong 18      | Klassiska eran | Fjärde Doktorn    | 7       | 28      | 28      | 30 augusti 1980       | 21 mars 1981         | 5.82                              |
|                | Säsong 19      | Klassiska eran | Femte Doktorn     | 7       | 26      | 26      | 4 januari 1982        | 30 mars 1982         | 9.24                              |
|                | Säsong 20      | Klassiska eran | Femte Doktorn     | 6       | 22      | 22      | 4 januari 1983        | 16 mars 1983         | 7.03                              |
|                | Säsong 21      | Klassiska eran | Femte Doktorn     | 7       | 24      | 24      | 5 januari 1984        | 30 mars 1984         | 7.14                              |
|                | Säsong 22      | Klassiska eran | Sjätte Doktorn    | 6       | 13      | 13      | 5 januari 1985        | 30 mars 1985         | 7.12                              |
|                | Säsong 23      | Klassiska eran | Sjätte Doktorn    | 4       | 14      | 14      | 6 september 1986      | 6 december 1986      | 4.81                              |
|                | Säsong 24      | Klassiska eran | Sjunde Doktorn    | 4       | 14      | 14      | 7 september 1987      | 7 december 1987      | 4.94                              |
|                | Säsong 25      | Klassiska eran | Sjunde Doktorn    | 4       | 14      | 14      | 5 oktober 1988        | 4 januari 1989       | 5.34                              |
|                | Säsong 26      | Klassiska eran | Sjunde Doktorn    | 4       | 14      | 14      | 6 september 1989      | 6 december 1989      | 4.15                              |
|                | TV-film        | TV-film        | Åttonde Doktorn   | 1       | 1       | 1       | 12 maj 1996           | 12 maj 1996          | 9.08                              |
|                | Serie 1        | Moderna eran   | Nionde Doktorn    | 10      | 13      | 13      | 26 mars 2005          | 18 juni 2005         | 7.95                              |
|                | Serie 2        | Moderna eran   | Tionde Doktorn    | 10      | 13      | 13      | 15 april 2006         | 8 juli 2006          | 7.71                              |
|                | Serie 3        | Moderna eran   | Tionde Doktorn    | 9       | 13      | 13      | 31 mars 2007          | 30 juni 2007         | 7.55                              |
|                | Serie 4        | Moderna eran   | Tionde Doktorn    | 10      | 13      | 13      | 5 april 2008          | 5 juli 2008          | 8.05                              |
|                | Specialer      | Moderna eran   | Tionde Doktorn    | 4       | 5       | 5       | 25 december 2008      | 1 januari 2010       | 11.50                             |
|                | Serie 5        | Moderna eran   | Elfte Doktorn     | 10      | 13      | 13      | 3 april 2010          | 26 juni 2010         | 7.73                              |
|                | Serie 6        | Moderna eran   | Elfte Doktorn     | 11      | 13      | 13      | 23 april 2011         | 1 oktober 2011       | 7.52                              |
|                | Serie 7        | Moderna eran   | Elfte Doktorn     | 13      | 13      | 13      | 1 september 2012      | 18 maj 2013          | 7.44                              |
|                | Specialer      | Moderna eran   | Elfte Doktorn     | 2       | 2       | 2       | 23 november 2013      | 25 december 2013     | 11.97                             |
|                | Serie 8        | Moderna eran   | Tolfte Doktorn    | 11      | 12      | 12      | 23 augusti 2014       | 8 november 2014      | 7.26                              |
|                | Serie 9        | Moderna eran   | Tolfte Doktorn    | 9       | 12      | 12      | 19 september 2015     | 5 december 2015      | 6.03                              |
|                | Serie 10       | Moderna eran   | Tolfte Doktorn    | 11      | 12      | 12      | 15 april 2017         | 1 juli 2017          | 5.45                              |
|                | Serie 11       | Moderna eran   | Trettonde Doktorn | 10      | 10      | 10      | 7 oktober 2018        | 9 december 2018      | 7.96                              |
|                | Serie 12       | Moderna eran   | Trettonde Doktorn | 8       | 10      | 10      | 1 januari 2020        | 1 mars 2020          | 5.40                              |
|                | Serie 13       | Moderna eran   | Trettonde Doktorn | 1       | 6       | 6       | 31 oktober 2021       | 5 december 2021      | 4.95                              |
|                | Specialer      | Moderna eran   | Trettonde Doktorn | 3       | 3       | 3       | 1 januari 2022        | 23 oktober 2022      | 4.39                              |
|                | Specialer      | Moderna eran   | Fjortonde Doktorn | 3       | 3       | 3       | 25 november 2023      | 9 december 2023      | 7.20                              |
|                | Serie 14       | Moderna eran   | Femtonde Doktorn  | 7       | 8       | 8       | 11 maj 2024           | 22 juni 2024         | 3.71                              |
|                | Serie 15       | Moderna eran   | Femtonde Doktorn  | 7       | 8       | 8       | 12 april 2025         | 31 maj 2025          | 3.17                              |

## Avsnitt

### Första Doktorn
Första Doktorn spelades av William Hartnell.

#### Säsong 1 (1963–64)
Verity Lambert producerade och David Whitaker var manusredaktör.
| Historia | Serie | Äventyrets och avsnittens titel | Regissör                           | Manus                             | Tittarsiffror (miljoner) | AI                | Originalvisning                                                                                                  | Kod |
| -------- | ----- | --- | ---------------------------------- | --------------------------------- | ------------------------ | ----------------- | --- | --- |
| 001      | 1     | An Unearthly Child "An Unearthly Child" "The Cave of Skulls" "The Forest of Fear" "The Firemaker"                                                                       | Waris Hussein                      | Anthony Coburn (och C. E. Webber) | 4.4 5.9 6.9 6.4          | 63 59 56 55       | 23 november 1963 30 november 1963 7 december 1963 14 december 1963                                               | A   |
| 002      | 2     | The Daleks "The Dead Planet" "The Survivors" "The Escape" "The Ambush" "The Expedition" "The Ordeal" "The Rescue"                                                       | Richard Martin & Christopher Barry | Terry Nation                      | 6.9 6.4 8.9 9.9 10.4     | 59 58 63 65       | 21 december 1963 28 december 1963 4 januari 1964 11 januari 1964 18 januari 1964 25 januari 1964 1 februari 1964 | B   |
| 003      | 3     | The Edge of Destruction "The Edge of Destruction" "The Brink of Disaster"                                                                                               | Richard Martin & Frank Cox         | David Whitaker                    | 10.4 9.9                 | 61 60             | 8 februari 1964 15 februari 1964                                                                                 | C   |
| 004      | 4     | Marco Polo "The Roof of the World"† "The Singing Sands"† "Five Hundred Eyes"† "The Wall of Lies"† "Rider from Shang-Tu"† "Mighty Kublai Khan"† "Assassin at Peking"†    | Waris Hussein                      | John Lucarotti                    | 9.4 9.4 9.9 9.4 8.4 10.4 | 63 62 60 59       | 22 februari 1964 29 februari 1964 7 mars 1964 14 mars 1964 21 mars 1964 28 mars 1964 4 april 1964                | D   |
| 005      | 5     | The Keys of Marinus "The Sea of Death" "The Velvet Web" "The Screaming Jungle" "The Snows of Terror" "Sentence of Death" "The Keys of Marinus"                          | John Gorrie                        | Terry Nation                      | 9.9 9.4 9.9 10.4 7.9 6.9 | 62 60 61 60 61 63 | 11 april 1964 18 april 1964 25 april 1964 2 maj 1964 9 maj 1964 16 maj 1964                                      | E   |
| 006      | 6     | The Aztecs "The Temple of Evil" "The Warriors of Death" "The Bride of Sacrifice" "The Day of Darkness"                                                                  | John Crockett                      | John Lucarotti                    | 7.4 7.9 7.4              | 62 57 58          | 23 maj 1964 30 maj 1964 6 juni 1964 13 juni 1964                                                                 | F   |
| 007      | 7     | The Sensorites "Strangers in Space" "The Unwilling Warriors" "Hidden Danger" "A Race Against Death" "Kidnap" "A Desperate Venture"                                      | Mervyn Pinfield & Frank Cox        | Peter R. Newman                   | 7.9 6.9 7.4 5.5 6.9      | 59 56 60 57       | 20 juni 1964 27 juni 1964 11 juli 1964 18 juli 1964 25 juli 1964 1 augusti 1964                                  | G   |
| 008      | 8     | The Reign of Terror "A Land of Fear" "Guests of Madame Guillotine" "A Change of Identity" "The Tyrant of France"† "A Bargain of Necessity"† "Prisoners of Conciergerie" | Henric Hirsch & John Gorrie        | Dennis Spooner                    | 6.9 6.4 6.9 6.4          | 58 54 55 53 55    | 8 augusti 1964 15 augusti 1964 22 augusti 1964 29 augusti 1964 5 september 1964 12 september 1964                | H   |

^† : Avsnitt saknas

#### Säsong 2 (1964–65)
Verity Lambert fortsatte som producent.  David Whitaker, Dennis Spooner, och Donald Tosh var manusredaktörer.
| Historia | Serie | Äventyrets och avsnittens titel | Regissör                           | Manus          | Tittarsiffror (miljoner) | AI                | Originalvisning                                                                                      | Kod |
| -------- | ----- | --- | ---------------------------------- | -------------- | ------------------------ | ----------------- | --- | --- |
| 009      | 1     | Planet of Giants "Planet of Giants" "Dangerous Journey" "Crisis"                                                                                    | Mervyn Pinfield & Douglas Camfield | Louis Marks    | 8.4 8.9                  | 57 58 59          | 31 oktober 1964 7 november 1964 14 november 1964                                                     | J   |
| 010      | 2     | The Dalek Invasion of Earth "World's End" "The Daleks" "Day of Reckoning" "The End of Tomorrow" "The Waking Ally" "Flashpoint"                      | Richard Martin                     | Terry Nation   | 11.4 12.4 11.9 11.4 12.4 | 63 59 58 63       | 21 november 1964 28 november 1964 5 december 1964 12 december 1964 19 december 1964 26 december 1964 | K   |
| 011      | 3     | The Rescue "The Powerful Enemy" "Desperate Measures"                                                                                                | Christopher Barry                  | David Whitaker | 12.0 13.0                | 57 59             | 2 januari 1965 9 januari 1965                                                                        | L   |
| 012      | 4     | The Romans "The Slave Traders" "All Roads Lead to Rome" "Conspiracy" "Inferno"                                                                      | Christopher Barry                  | Dennis Spooner | 13.0 11.5 10.0 12.0      | 53 51 50          | 16 januari 1965 23 januari 1965 30 januari 1965 6 februari 1965                                      | M   |
| 013      | 5     | The Web Planet "The Web Planet" "The Zarbi" "Escape to Danger" "Crater of Needles" "Invasion" "The Centre"                                          | Richard Martin                     | Bill Strutton  | 13.5 12.5 13.0 12.0 11.5 | 56 53 49 48 42    | 13 februari 1965 20 februari 1965 27 februari 1965 6 mars 1965 13 mars 1965 20 mars 1965             | N   |
| 014      | 6     | The Crusade "The Lion" "The Knight of Jaffa"† "The Wheel of Fortune" "The Warlords"†                                                                | Douglas Camfield                   | David Whitaker | 10.5 8.5 9.0 9.5         | 51 50 49 48       | 27 mars 1965 3 april 1965 10 april 1965 17 april 1965                                                | P   |
| 015      | 7     | The Space Museum "The Space Museum" "The Dimensions of Time" "The Search" "The Final Phase"                                                         | Mervyn Pinfield                    | Glyn Jones     | 10.5 9.2 8.5             | 61 53 56 49       | 24 april 1965 1 maj 1965 8 maj 1965 15 maj 1965                                                      | Q   |
| 016      | 8     | The Chase "The Executioners" "The Death of Time" "Flight Through Eternity" "Journey into Terror" "The Death of Doctor Who" "The Planet of Decision" | Richard Martin & Douglas Camfield  | Terry Nation   | 10.0 9.5 9.0 9.5 9.0 9.5 | 57 56 55 54 56 57 | 22 maj 1965 29 maj 1965 5 juni 1965 12 juni 1965 19 juni 1965 26 juni 1965                           | R   |
| 017      | 9     | The Time Meddler "The Watcher" "The Meddling Monk" "A Battle of Wits" "Checkmate"                                                                   | Douglas Camfield                   | Dennis Spooner | 8.9 8.8 7.7 8.3          | 57 49 53 54       | 3 juli 1965 10 juli 1965 17 juli 1965 24 juli 1965                                                   | S   |

^† : Avsnitt saknas

#### Säsong 3 (1965–66)
Verity Lambert, John Wiles, och Innes Lloyd avlöste varandra som producenter.  Donald Tosh och Gerry Davis var manusredaktörer.
| Historia | Serie | Äventyrets och avsnittens titel | Regissör                         | Manus                           | Tittarsiffror (miljoner)                         | AI                               | Originalvisning | Kod |
| -------- | ----- | --- | -------------------------------- | ------------------------------- | ------------------------------------------------ | -------------------------------- | --- | --- |
| 018      | 1     | Galaxy 4 "Four Hundred Dawns"† "Trap of Steel"† "Air Lock" "The Exploding Planet"† | Derek Martinus & Mervyn Pinfield | William Emms                    | 9.0 9.5 11.3 9.9                                 | 56 55 54 53                      | 11 september 1965 18 september 1965 25 september 1965 2 oktober 1965 | T   |
| 019      | 2     | "Mission to the Unknown"† | Derek Martinus                   | Terry Nation                    | 8.3                                              | 54                               | 9 oktober 1965 | T/A |
| 020      | 3     | The Myth Makers "Temple of Secrets"† "Small Prophet, Quick Return"† "Death of a Spy"† "Horse of Destruction"† | Michael Leeston-Smith            | Donald Cotton                   | 8.3 8.1 8.7 8.3                                  | 48 51 49 52                      | 16 oktober 1965 23 oktober 1965 30 oktober 1965 6 november 1965 | U   |
| 021      | 4     | The Daleks' Master Plan "The Nightmare Begins"† "Day of Armageddon" "Devil's Planet"† "The Traitors"† "Counter Plot" "Coronas of the Sun"† "The Feast of Steven"† "Volcano"† "Golden Death"† "Escape Switch" "The Abandoned Planet"† "Destruction of Time"† | Douglas Camfield                 | Terry Nation och Dennis Spooner | 9.1 9.8 10.3 9.5 9.9 9.1 7.9 9.6 9.2 9.5 9.8 8.6 | 54 52 51 53 56 39 49 52 50 49 57 | 13 november 1965 20 november 1965 27 november 1965 4 december 1965 11 december 1965 18 december 1965 25 december 1965 1 januari 1966 8 januari 1966 15 januari 1966 22 januari 1966 29 januari 1966 | V   |
| 022      | 5     | The Massacre of St Bartholomew's Eve "War of God"† "The Sea Beggar"† "Priest of Death"† "Bell of Doom"† | Paddy Russell                    | John Lucarotti och Donald Tosh  | 8.0 6.0 5.9 5.8                                  | 52 49 53                         | 5 februari 1966 12 februari 1966 19 februari 1966 26 februari 1966 | W   |
| 023      | 6     | The Ark "The Steel Sky" "The Plague" "The Return" "The Bomb" | Michael Imison                   | Paul Erickson och Lesley Scott  | 5.5 6.9 6.2 7.3                                  | 55 56 51 50                      | 5 mars 1966 12 mars 1966 19 mars 1966 26 mars 1966 | X   |
| 024      | 7     | The Celestial Toymaker "The Celestial Toyroom"† "The Hall of Dolls"† "The Dancing Floor"† "The Final Test" | Bill Sellars                     | Brian Hayles och Donald Tosh    | 8.0 9.4 7.8                                      | 48 49 44 43                      | 2 april 1966 9 april 1966 16 april 1966 23 april 1966 | Y   |
| 025      | 8     | The Gunfighters "A Holiday for the Doctor" "Don't Shoot the Pianist" "Johnny Ringo" "The OK Corral" | Rex Tucker                       | Donald Cotton                   | 6.5 6.6 6.2 5.7                                  | 45 39 36 30                      | 30 april 1966 7 maj 1966 14 maj 1966 21 maj 1966 | Z   |
| 026      | 9     | The Savages‡ | Christopher Barry                | Ian Stuart Black                | 4.8 5.6 5.0 4.5                                  | 48 49 48                         | 28 maj 1966 4 juni 1966 11 juni 1966 18 juni 1966 | AA  |
| 027      | 10    | The War Machines | Michael Ferguson                 | Ian Stuart Black och Kit Pedler | 5.4 4.7 5.3 5.5                                  | 49 45 44 39                      | 25 juni 1966 2 juli 1966 9 juli 1966 16 juli 1966 | BB  |

^† : Avsnitt saknas

#### Säsong 4 (1966–67)
Innes Lloyd var producent och Gerry Davis manusredaktör.
| Historia | Serie | Äventyrets titel                    | Regissör       | Manus                      | Tittarsiffror (miljoner) | AI       | Originalvisning                                                      | Kod |
| -------- | ----- | ----------------------------------- | -------------- | -------------------------- | ------------------------ | -------- | -------------------------------------------------------------------- | --- |
| 028      | 1     | The Smugglers (Alla avsnitt saknas) | Julia Smith    | Brian Hayles               | 4.3 4.9 4.2 4.5          | 47 45 43 | 10 september 1966 17 september 1966 24 september 1966 1 oktober 1966 | CC  |
| 029      | 2     | The Tenth Planet (Avsnitt 4 saknas) | Derek Martinus | Kit Pedler och Gerry Davis | 5.5 6.4 7.6 7.5          | 50 48 47 | 8 oktober 1966 15 oktober 1966 22 oktober 1966 29 oktober 1966       | DD  |

### Andra Doktorn
Andra Doktorn spelades av Patrick Troughton.

#### Säsong 4 (1966–67) — forts.
| Historia | Serie | Äventyrets titel                                          | Regissör           | Manus                             | Tittarsiffror (miljoner)    | AI                | Originalvisning                                                                                     | Kod |
| -------- | ----- | --------------------------------------------------------- | ------------------ | --------------------------------- | --------------------------- | ----------------- | --------------------------------------------------------------------------------------------------- | --- |
| 030      | 3     | The Power of the Daleks (Alla avsnitt saknas)             | Christopher Barry  | David Whitaker och Dennis Spooner | 7.9 7.8 7.5 7.8 8.0 7.8     | 43 45 44 47 48 47 | 5 november 1966 12 november 1966 19 november 1966 26 november 1966 3 december 1966 10 december 1966 | EE  |
| 031      | 4     | The Highlanders (Alla avsnitt saknas)                     | Hugh David         | Elwyn Jones och Gerry Davis       | 6.7 6.8 7.4 7.3             | 47 46 47          | 17 december 1966 24 december 1966 31 december 1966 7 januari 1967                                   | FF  |
| 032      | 5     | The Underwater Menace (Avsnitt 1 & 4 saknas)              | Julia Smith        | Geoffrey Orme                     | 8.3 7.5 7.1 7.0             | 48 46 45 47       | 14 januari 1967 21 januari 1967 28 januari 1967 4 februari 1967                                     | GG  |
| 033      | 6     | The Moonbase (Avsnitt 1 & 3 saknas)                       | Morris Barry       | Kit Pedler                        | 8.1 8.9 8.2 8.1             | 50 49 53 58       | 11 februari 1967 18 februari 1967 25 februari 1967 4 mars 1967                                      | HH  |
| 034      | 7     | The Macra Terror (Alla avsnitt saknas)                    | John Howard Davies | Ian Stuart Black                  | 8.0 7.9 8.5 8.4             | 50 48 52 49       | 11 mars 1967 18 mars 1967 25 mars 1967 1 april 1967                                                 | JJ  |
| 035      | 8     | The Faceless Ones (Avsnitt 2, 4, 5 & 6 saknas)            | Gerry Mill         | David Ellis och Malcolm Hulke     | 8.0 6.4 7.9 6.9 7.1 8.0     | 51 50 53 55 52    | 8 april 1967 15 april 1967 22 april 1967 29 april 1967 6 maj 1967 13 maj 1967                       | KK  |
| 036      | 9     | The Evil of the Daleks (Avsnitt 1, 3, 4, 5, 6 & 7 saknas) | Derek Martinus     | David Whitaker                    | 8.1 7.5 6.1 5.3 5.1 6.8 6.1 | 51 52 51 53 49 56 | 20 maj 1967 27 maj 1967 3 juni 1967 10 juni 1967 17 juni 1967 24 juni 1967 1 juli 1967              | LL  |

#### Säsong 5 (1967–68)
Innes Lloyd och Peter Bryant var producenter. Victor Pemberton, Peter Bryant, och Derrick Sherwin var manusredaktörer.
| Historia | Serie | Äventyrets titel                                       | Regissör             | Manus                            | Tittarsiffror (miljoner) | AI                | Originalvisning                                                                                     | Kod |
| -------- | ----- | ------------------------------------------------------ | -------------------- | -------------------------------- | ------------------------ | ----------------- | --------------------------------------------------------------------------------------------------- | --- |
| 037      | 1     | The Tomb of the Cybermen                               | Morris Barry         | Kit Pedler och Gerry Davis       | 6.0 6.4 7.2 7.4          | 53 52 49 50       | 2 september 1967 9 september 1967 16 september 1967 23 september 1967                               | MM  |
| 038      | 2     | The Abominable Snowmen (Avsnitt 1, 3, 4, 5 & 6 saknas) | Gerald Blake         | Mervyn Haisman och Henry Lincoln | 6.3 6.0 7.1 7.2 7.4      | 50 52 51 50 51 52 | 30 september 1967 7 oktober 1967 14 oktober 1967 21 oktober 1967 28 oktober 1967 4 november 1967    | NN  |
| 039      | 3     | The Ice Warriors (Avsnitt 2 & 3 saknas)                | Derek Martinus       | Brian Hayles                     | 6.7 7.1 7.4 7.3 8.0 7.5  | 52 51 50 51       | 11 november 1967 18 november 1967 25 november 1967 2 december 1967 9 december 1967 16 december 1967 | OO  |
| 040      | 4     | The Enemy of the World                                 | Barry Letts          | David Whitaker                   | 6.8 7.6 7.1 7.8 6.9 8.3  | 50 49 48 49 52    | 23 december 1967 30 december 1967 6 januari 1968 13 januari 1968 20 januari 1968 27 januari 1968    | PP  |
| 041      | 5     | The Web of Fear (Avsnitt 3 missing)                    | Douglas Camfield     | Mervyn Haisman och Henry Lincoln | 7.2 6.8 7.0 8.4 8.0 8.3  | 54 53 51 53 55    | 3 februari 1968 10 februari 1968 17 februari 1968 24 februari 1968 2 mars 1968 9 mars 1968          | QQ  |
| 042      | 6     | Fury from the Deep (Alla avsnitt saknas)               | Hugh David           | Victor Pemberton                 | 8.2 7.9 7.7 6.6 5.9 6.9  | 55 56 57          | 16 mars 1968 23 mars 1968 30 mars 1968 6 april 1968 13 april 1968 20 april 1968                     | RR  |
| 043      | 7     | The Wheel in Space (Avsnitt 1, 2, 4 & 5 saknas)        | Tristan de Vere Cole | David Whitaker och Kit Pedler    | 7.2 6.9 7.5 8.6 6.8 6.5  | 57 60 55 56 57 62 | 27 april 1968 4 maj 1968 11 maj 1968 18 maj 1968 25 maj 1968 1 juni 1968                            | SS  |

#### Säsong 6 (1968–69)
Peter Bryant och Derrick Sherwin var producenter.  Derrick Sherwin och Terrance Dicks var manusredaktörer.
| Historia | Serie | Äventyrets titel                                  | Regissör         | Manus                            | Tittarsiffror (miljoner)                | AI                      | Originalvisning | Kod |
| -------- | ----- | ------------------------------------------------- | ---------------- | -------------------------------- | --------------------------------------- | ----------------------- | --- | --- |
| 044      | 1     | The Dominators                                    | Morris Barry     | Mervyn Haisman och Henry Lincoln | 6.1 5.9 5.4 7.5 5.9                     | 52 55 51 53             | 10 augusti 1968 17 augusti 1968 24 augusti 1968 31 augusti 1968 7 september 1968                                                     | TT  |
| 045      | 2     | The Mind Robber                                   | David Maloney    | Peter Ling och Derrick Sherwin   | 6.6 6.5 7.2 7.3 6.7                     | 51 49 53 56 49          | 14 september 1968 21 september 1968 28 september 1968 5 oktober 1968 12 oktober 1968                                                 | UU  |
| 046      | 3     | The Invasion (Avsnitt 1 & 4 saknas)               | Douglas Camfield | Derrick Sherwin och Kit Pedler   | 7.3 7.1 6.4 6.7 6.5 7.2 7.0             | 55 53 54 51 52 56 55 53 | 2 november 1968 9 november 1968 16 november 1968 23 november 1968 30 november 1968 7 december 1968 14 december 1968 21 december 1968 | VV  |
| 047      | 4     | The Krotons                                       | David Maloney    | Robert Holmes                    | 9.0 8.4 7.5 7.1                         | 59 57 56 55             | 28 december 1968 4 januari 1969 11 januari 1969 18 januari 1969                                                                      | WW  |
| 048      | 5     | The Seeds of Death                                | Michael Ferguson | Brian Hayles och Terrance Dicks  | 6.6 6.8 7.5 7.1 7.6 7.7                 | 57 59 55 57 59          | 25 januari 1969 1 februari 1969 8 februari 1969 15 februari 1969 22 februari 1969 1 mars 1969                                        | XX  |
| 049      | 6     | The Space Pirates (Avsnitt 1, 3, 4, 5 & 6 saknas) | Michael Hart     | Robert Holmes                    | 5.8 6.8 6.4 5.8 5.5 5.3                 | 57 52 55 53 56 52       | 8 mars 1969 15 mars 1969 22 mars 1969 29 mars 1969 5 april 1969 12 april 1969                                                        | YY  |
| 050      | 7     | The War Games                                     | David Maloney    | Malcolm Hulke och Terrance Dicks | 5.5 6.3 5.1 5.7 5.1 4.2 4.9 3.5 4.1 5.0 | 55 54 53 50 53 57 58    | 19 april 1969 26 april 1969 3 maj 1969 10 maj 1969 17 maj 1969 24 maj 1969 31 maj 1969 7 juni 1969 14 juni 1969 21 juni 1969         | ZZ  |

### Tredje Doktorn
Tredje Doktorn spelades av Jon Pertwee. Från och med säsong 7 producerades programmet i färg. Samtliga avsnitt finns bevarade; några dock enbart i svartvitt.

#### Säsong 7 (1970)
Derrick Sherwin var producent för Spearhead from Space, och efterträddes av Barry Letts.  Terrance Dicks var manusredaktör. Det löst sammanhållna temat i denna säsong skildrade Doktorns exil på Jorden.
| Historia | Serie | Äventyrets titel             | Regissör                       | Manus                                        | Tittarsiffror (miljoner)    | AI                  | Originalvisning                                                                                             | Kod |
| -------- | ----- | ---------------------------- | ------------------------------ | -------------------------------------------- | --------------------------- | ------------------- | --- | --- |
| 051      | 1     | Spearhead from Space         | Derek Matinus                  | Robert Holmes                                | 8.4 8.1 8.3 8.1             | 54 — 57             | 3 januari 1970 10 januari 1970 17 januari 1970 24 januari 1970                                              | AAA |
| 052      | 2     | Doctor Who and the Silurians | Timothy Combe                  | Malcolm Hulke                                | 8.8 7.3 7.5 8.2 7.5 7.2 7.5 | 58 57 60 58 57 58   | 31 januari 1970 7 februari 1970 14 februari 1970 21 februari 1970 28 februari 1970 7 mars 1970 14 mars 1970 | BBB |
| 053      | 3     | The Ambassadors of Death     | Michael Ferguson               | David Whitaker, Trevor Ray och Malcolm Hulke | 7.1 7.6 8.0 9.3 7.1 6.9 6.4 | 60 61 59 58 — 61 62 | 21 mars 1970 28 mars 1970 4 april 1970 11 april 1970 18 april 1970 25 april 1970 2 May 1970                 | CCC |
| 054      | 4     | Inferno                      | Douglas Camfield & Barry Letts | Don Houghton                                 | 5.7 5.9 4.8 6.0 5.4 6.7 5.5 | 61 60 — 58 60       | 9 maj 1970 16 maj 1970 23 maj 1970 30 maj 1970 6 juni 1970 13 juni 1970 20 juni 1970                        | DDD |

#### Säsong 8 (1971)
Barry Letts var producent och Terrance Dicks manusredaktör.  Temat för denna säsong är introduktionen av the Master.
| Historia | Serie | Äventyrets titel     | Regissör          | Manus                                       | Tittarsiffror (miljoner) | AI | Originalvisning                                                                                | Kod |
| -------- | ----- | -------------------- | ----------------- | ------------------------------------------- | ------------------------ | -- | ---------------------------------------------------------------------------------------------- | --- |
| 055      | 1     | Terror of the Autons | Barry Letts       | Robert Holmes                               | 7.3 8.0 8.1 8.4          | —  | 2 januari 1971 9 januari 1971 16 januari 1971 23 januari 1971                                  | EEE |
| 056      | 2     | The Mind of Evil     | Timothy Combe     | Don Houghton                                | 6.1 8.8 7.5 7.4 7.6 7.3  | —  | 30 januari 1971 6 februari 1971 13 februari 1971 20 februari 1971 27 februari 1971 6 mars 1971 | FFF |
| 057      | 3     | The Claws of Axos    | Michael Ferguson  | Bob Baker & Dave Martin                     | 7.3 8.0 6.4 7.8          | —  | 13 mars 1971 20 mars 1971 27 mars 1971 3 april 1971                                            | GGG |
| 058      | 4     | Colony in Space      | Michael E. Briant | Malcolm Hulke                               | 7.6 8.5 9.5 8.1 8.8 8.7  | —  | 10 april 1971 17 april 1971 24 april 1971 1 maj 1971 8 maj 1971 15 maj 1971                    | HHH |
| 059      | 5     | The Dæmons           | Christopher Barry | Guy Leopold (Robert Sloman och Barry Letts) | 9.2 8.0 8.1 8.3          | —  | 22 maj 1971 29 maj 1971 5 juni 1971 12 juni 1971 19 juni 1971                                  | JJJ |

#### Säsong 9 (1972)
Barry Letts var producent och Terrance Dicks manusredaktör.
| Historia | Serie | Äventyrets titel     | Regissör          | Manus                       | Tittarsiffror (miljoner) | AI | Originalvisning                                                                  | Kod |
| -------- | ----- | -------------------- | ----------------- | --------------------------- | ------------------------ | -- | -------------------------------------------------------------------------------- | --- |
| 060      | 1     | Day of the Daleks    | Paul Bernard      | Louis Marks                 | 9.8 10.4 9.1             | —  | 1 januari 1972 8 januari 1972 15 januari 1972 22 januari 1972                    | KKK |
| 061      | 2     | The Curse of Peladon | Lennie majne      | Brian Hayles                | 10.3 11.0 7.8 8.4        | —  | 29 januari 1972 5 februari 1972 12 februari 1972 19 februari 1972                | MMM |
| 062      | 3     | The Sea Devils       | Michael Briant    | Malcolm Hulke               | 6.4 9.7 8.3 7.8 8.3 8.5  | —  | 26 februari 1972 4 mars 1972 11 mars 1972 18 mars 1972 25 mars 1972 1 april 1972 | LLL |
| 063      | 4     | The Mutants          | Christopher Barry | Bob Baker och Dave Martin   | 9.1 7.8 7.9 7.5 7.9 6.5  | —  | 8 april 1972 15 april 1972 22 april 1972 29 april 1972 6 maj 1972 13 maj 1972    | NNN |
| 064      | 5     | The Time Monster     | Paul Bernard      | Robert Sloman & Barry Letts | 7.6 7.4 8.1 7.6 6.0 7.6  | —  | 20 maj 1972 27 maj 1972 3 juni 1972 10 juni 1972 17 juni 1972 24 juni 1972       | OOO |

#### Säsong 10 (1972–73)
Barry Letts var producent och Terrance Dicks manusredaktör.
| Historia | Serie | Äventyrets titel     | Regissör       | Manus                       | Tittarsiffror (miljoner)   | AI | Originalvisning                                                                  | Kod |
| -------- | ----- | -------------------- | -------------- | --------------------------- | -------------------------- | -- | -------------------------------------------------------------------------------- | --- |
| 065      | 1     | The Three Doctors    | Lennie Mayne   | Bob Baker och Dave Martin   | 9.6 10.8 8.8 11.9          | —  | 30 december 1972 6 januari 1973 13 januari 1973 20 januari 1973                  | RRR |
| 066      | 2     | Carnival of Monsters | Barry Letts    | Robert Holmes               | 9.5 9.0 9.2                | —  | 27 januari 1973 3 februari 1973 10 februari 1973 17 februari 1973                | PPP |
| 067      | 3     | Frontier in Space    | Paul Bernard   | Malcolm Hulke               | 9.1 7.8 7.5 7.1 7.7 8.9    | —  | 24 februari 1973 3 mars 1973 10 mars 1973 17 mars 1973 24 mars 1973 31 mars 1973 | QQQ |
| 068      | 4     | Planet of the Daleks | David Maloney  | Terry Nation                | 11.0 10.7 10.1 8.3 9.7 8.5 | —  | 7 april 1973 14 april 1973 21 april 1973 28 april 1973 5 maj 1973 12 maj 1973    | SSS |
| 069      | 5     | The Green Death      | Michael Briant | Robert Sloman & Barry Letts | 9.2 7.2 7.8 6.8 8.3 7.0    | —  | 19 maj 1973 26 maj 1973 2 juni 1973 9 juni 1973 16 juni 1973 23 juni 1973        | TTT |

#### Säsong 11 (1973–74)
Barry Letts var producent och Terrance Dicks manusredaktör.
| Historia | Serie | Äventyrets titel          | Regissör       | Manus                       | Tittarsiffror (miljoner) | AI            | Originalvisning                                                                                  | Kod |
| -------- | ----- | ------------------------- | -------------- | --------------------------- | ------------------------ | ------------- | ------------------------------------------------------------------------------------------------ | --- |
| 070      | 1     | The Time Warrior          | Alan Bromly    | Robert Holmes               | 8.7 7.0 6.6 10.6         | 59 — 60       | 15 december 1973 22 december 1973 29 december 1973 5 januari 1974                                | UUU |
| 071      | 2     | Invasion of the Dinosaurs | Paddy Russell  | Malcolm Hulke               | 11.0 10.1 11.0 9.0 7.5   | 62 — 63 — 62  | 12 januari 1974 19 januari 1974 26 januari 1974 2 februari 1974 9 februari 1974 16 februari 1974 | WWW |
| 072      | 3     | Death to the Daleks       | Michael Briant | Terry Nation                | 8.1 9.5 10.5 9.5         | 61 — 61 62    | 23 februari 1974 2 mars 1974 9 mars 1974 16 mars 1974                                            | XXX |
| 073      | 4     | The Monster of Peladon    | Lennie Mayne   | Brian Hayles                | 9.2 6.8 7.4 7.2 7.5 8.1  | —             | 23 mars 1974 30 mars 1974 6 april 1974 13 april 1974 20 april 1974 27 april 1974                 | YYY |
| 074      | 5     | Planet of the Spiders     | Barry Letts    | Robert Sloman & Barry Letts | 10.1 8.9 8.8 8.2 9.2 8.9 | 58 60 57 — 56 | 4 maj 1974 11 maj 1974 18 maj 1974 25 maj 1974 1 juni 1974 8 juni 1974                           | ZZZ |

### Fjärde Doktorn
Fjärde Doktorn spelades av Tom Baker.

#### Säsong 12 (1974–75)
Barry Letts var producent för Robot, varefter han efterträddes av Philip Hinchcliffe.  Robert Holmes var manusredaktör.  Alla äventyr i denna säsong tar vid direkt efter varandra, och beskriver en enda problematisk resa för TARDIS-besättningen. Trots denna kontinuitet betraktas varje äventyr som en fristående berättelse.
| Historia | Serie | Äventyrets titel        | Regissör          | Manus                          | Tittarsiffror (miljoner)  | AI              | Originalvisning                                                               | Kod |
| -------- | ----- | ----------------------- | ----------------- | ------------------------------ | ------------------------- | --------------- | ----------------------------------------------------------------------------- | --- |
| 075      | 1     | Robot                   | Christopher Barry | Terrance Dicks                 | 10.8 10.7 10.1 9.0        | 53 — 51         | 28 december 1974 4 januari 1975 11 januari 1975 18 januari 1975               | 4A  |
| 076      | 2     | The Ark in Space        | Rodney Bennett    | Robert Holmes & John Lucarotti | 9.4 13.6 11.2 10.2        | —               | 25 januari 1975 1 februari 1975 8 februari 1975 15 februari 1975              | 4C  |
| 077      | 3     | The Sontaran Experiment | Rodney Bennett    | Bob Baker & Dave Martin        | 11.0 10.5                 | — 55            | 22 februari 1975 1 mars 1975                                                  | 4B  |
| 078      | 4     | Genesis of the Daleks   | David Maloney     | Terry Nation                   | 10.7 10.5 8.5 8.8 9.8 9.1 | — 57 — 58 57 56 | 8 mars 1975 15 mars 1975 22 mars 1975 29 mars 1975 5 april 1975 12 april 1975 | 4E  |
| 079      | 5     | Revenge of the Cybermen | Michael Briant    | Gerry Davis                    | 9.5 8.3 8.9 9.4           | 57 — 58         | 19 april 1975 26 april 1975 3 maj 1975 10 maj 1975                            | 4D  |

#### Säsong 13 (1975–76)
Philip Hinchcliffe var producent och Robert Holmes manusredaktör.
| Historia | Serie | Äventyrets titel     | Regissör          | Manus                                          | Tittarsiffror (miljoner) | AI         | Originalvisning                                                                                | Kod |
| -------- | ----- | -------------------- | ----------------- | ---------------------------------------------- | ------------------------ | ---------- | ---------------------------------------------------------------------------------------------- | --- |
| 080      | 1     | Terror of the Zygons | Douglas Camfield  | Robert Banks Stewart                           | 8.4 6.1 8.2 7.2          | 59 — 54 —  | 30 augusti 1975 6 september 1975 13 september 1975 20 september 1975                           | 4F  |
| 081      | 2     | Planet of Evil       | David Maloney     | Louis Marks                                    | 10.4 9.9 9.1 10.1        | — 56 57 54 | 27 september 1975 4 oktober 1975 11 oktober 1975 18 oktober 1975                               | 4H  |
| 082      | 3     | Pyramids of Mars     | Paddy Russell     | Stephen Harris (Robert Holmes & Lewis Griefer) | 10.5 11.3 9.4 11.7       | — 60       | 25 oktober 1975 1 november 1975 8 november 1975 15 november 1975                               | 4G  |
| 083      | 4     | The Android Invasion | Barry Letts       | Terry Nation                                   | 11.9 11.3 12.1 11.4      | 58 —       | 22 november 1975 29 november 1975 6 december 1975 13 december 1975                             | 4J  |
| 084      | 5     | The Brain of Morbius | Christopher Barry | Robin Bland (Terrance Dicks & Robert Holmes)   | 9.5 9.3 10.1 10.2        | — 57 —     | 3 januari 1976 10 januari 1976 17 januari 1976 24 januari 1976                                 | 4K  |
| 085      | 6     | The Seeds of Doom    | Douglas Camfield  | Robert Banks Stewart                           | 11.4 10.3 11.1 9.9 11.5  | 59 —       | 31 januari 1976 7 februari 1976 14 februari 1976 21 februari 1976 28 februari 1976 6 mars 1976 | 4L  |

#### Säsong 14 (1976–77)
Philip Hinchcliffe var producent och Robert Holmes manusredaktör.
| Historia | Serie | Äventyrets titel          | Regissör        | Manus                   | Tittarsiffror (miljoner)    | AI         | Originalvisning                                                                  | Kod |
| -------- | ----- | ------------------------- | --------------- | ----------------------- | --------------------------- | ---------- | -------------------------------------------------------------------------------- | --- |
| 086      | 1     | The Masque of Mandragora  | Rodney Bennett  | Louis Marks             | 8.3 9.8 9.2 10.6            | 58 56 — 56 | 4 september 1976 11 september 1976 18 september 1976 25 september 1976           | 4M  |
| 087      | 2     | The Hand of Fear          | Lennie Mayne    | Bob Baker & Dave Martin | 10.5 10.2 11.1 12.0         | — 62 —     | 2 oktober 1976 9 oktober 1976 16 oktober 1976 23 oktober 1976                    | 4N  |
| 088      | 3     | The Deadly Assassin       | David Maloney   | Robert Holmes           | 11.8 12.1 13.0 11.8         | — 59 — 61  | 30 oktober 1976 6 november 1976 13 november 1976 20 november 1976                | 4P  |
| 089      | 4     | The Face of Evil          | Pennant Roberts | Chris Boucher           | 10.7 11.1 11.3 11.7         | 61 — 59 60 | 1 januari 1977 8 januari 1977 15 januari 1977 22 januari 1977                    | 4Q  |
| 090      | 5     | The Robots of Death       | Michael Briant  | Chris Boucher           | 12.8 12.4 13.1 12.6         | 62 — 57    | 29 januari 1977 5 februari 1977 12 februari 1977 19 februari 1977                | 4R  |
| 091      | 6     | The Talons of Weng-Chiang | David Maloney   | Robert Holmes           | 11.3 9.8 10.2 11.4 10.1 9.3 | — 60 — 58  | 26 februari 1977 5 mars 1977 12 mars 1977 19 mars 1977 26 mars 1977 2 april 1977 | 4S  |

#### Säsong 15 (1977–78)
Graham Williams var producent.  Robert Holmes och Anthony Read var manusredaktörer.
| Historia | Serie | Äventyrets titel     | Regissör              | Manus                                        | Tittarsiffror (miljoner)    | AI         | Originalvisning                                                                             | Kod |
| -------- | ----- | -------------------- | --------------------- | -------------------------------------------- | --------------------------- | ---------- | ------------------------------------------------------------------------------------------- | --- |
| 092      | 1     | Horror of Fang Rock  | Paddy Russell         | Terrance Dicks                               | 6.8 7.1 9.8 9.9             | 58 — 60 57 | 3 september 1977 10 september 1977 17 september 1977 24 september 1977                      | 4V  |
| 093      | 2     | The Invisible Enemy  | Derrick Goodwin       | Bob Baker & Dave Martin                      | 8.6 7.3 7.5 8.3             | — 60       | 1 oktober 1977 8 oktober 1977 15 oktober 1977 22 oktober 1977                               | 4T  |
| 094      | 3     | Image of the Fendahl | George Spenton-Foster | Chris Boucher                                | 6.7 7.5 7.9 9.1             | — 61       | 29 oktober 1977 5 november 1977 12 november 1977 19 november 1977                           | 4X  |
| 095      | 4     | The Sun Makers       | Pennant Roberts       | Robert Holmes                                | 8.5 9.5 8.9 8.4             | — 68 59    | 26 november 1977 3 december 1977 10 december 1977 17 december 1977                          | 4W  |
| 096      | 5     | Underworld           | Norman Stewart        | Bob Baker & Dave Martin                      | 8.9 9.1 8.9 11.7            | 65 —       | 7 januari 1978 14 januari 1978 21 januari 1978 28 januari 1978                              | 4Y  |
| 097      | 6     | The Invasion of Time | Gerald Blake          | David Agnew (Graham Williams & Anthony Read) | 11.2 11.4 9.5 10.9 10.3 9.8 | 56 —       | 4 februari 1978 11 februari 1978 18 februari 1978 25 februari 1978 4 mars 1978 11 mars 1978 | 4Z  |

#### Säsong 16 (1978–79)
Graham Williams var producent.  Anthony Read fungerade som manusredaktör, utom för The Armageddon Factor, då uppgiften övertogs av Robert Holmes.  Säsong 16 karaktäriseras av ett enda långt övergripande äventyrstema som omfattar sex skilda, men hoplänkade berättelser. Man brukar referera till denna säsong med paraplybeteckningen The Key to Time och den har släppts på DVD i Nordamerika under denna titel.
| Historia | Serie | Äventyrets titel      | Regissör              | Manus                   | Tittarsiffror (miljoner) | AI        | Originalvisning                                                                                    | Kod |
| -------- | ----- | --------------------- | --------------------- | ----------------------- | ------------------------ | --------- | -------------------------------------------------------------------------------------------------- | --- |
| 098      | 1     | The Ribos Operation   | George Spenton-Foster | Robert Holmes           | 8.3 8.1 7.9 8.2          | 59 — 67   | 2 september 1978 9 september 1978 16 september 1978 23 september 1978                              | 5A  |
| 099      | 2     | The Pirate Planet     | Pennant Roberts       | Douglas Adams           | 9.1 7.4 8.2 8.4          | 61 — 64   | 30 september 1978 7 oktober 1978 14 oktober 1978 21 oktober 1978                                   | 5B  |
| 100      | 3     | The Stones of Blood   | Darrol Blake          | David Fisher            | 8.6 6.6 9.3 7.6          | — 67      | 28 oktober 1978 4 november 1978 11 november 1978 18 november 1978                                  | 5C  |
| 101      | 4     | The Androids of Tara  | Michael Hayes         | David Fisher            | 9.5 10.1 8.9 9.0         | — 65 — 66 | 25 november 1978 2 december 1978 9 december 1978 16 december 1978                                  | 5D  |
| 102      | 5     | The Power of Kroll    | Norman Stewart        | Robert Holmes           | 6.5 12.4 8.9 9.9         | — 63      | 23 december 1978 30 december 1978 6 januari 1979 13 januari 1979                                   | 5E  |
| 103      | 6     | The Armageddon Factor | Michael Hayes         | Bob Baker & Dave Martin | 7.5 8.8 7.8 8.6 9.6      | 65 — 66   | 20 januari 1979 27 januari 1979 3 februari 1979 10 februari 1979 17 februari 1979 24 februari 1979 | 5F  |

#### Säsong 17 (1979–80)
Graham Williams var producent och Douglas Adams manusredaktör.
| Historia | Serie | Äventyrets titel          | Regissör          | Manus                                                         | Tittarsiffror (miljoner) | AI         | Originalvisning                                                       | Kod |
| -------- | ----- | ------------------------- | ----------------- | ------------------------------------------------------------- | ------------------------ | ---------- | --------------------------------------------------------------------- | --- |
| 104      | 1     | Destiny of the Daleks     | Ken Grieve        | Terry Nation                                                  | 13.0 12.7 13.8 14.4      | 67 — 63 64 | 1 september 1979 8 september 1979 15 september 1979 22 september 1979 | 5J  |
| 105      | 2     | City of Death             | Michael Hayes     | David Agnew (Douglas Adams, Graham Williams och David Fisher) | 12.4 14.1 15.4 16.1      | — 64 — 64  | 29 september 1979 6 oktober 1979 13 oktober 1979 20 oktober 1979      | 5H  |
| 106      | 3     | The Creature from the Pit | Christopher Barry | David Fisher                                                  | 9.3 10.8 10.2 9.6        | — 67 —     | 27 oktober 1979 3 november 1979 10 november 1979 17 november 1979     | 5G  |
| 107      | 4     | Nightmare of Eden         | Alan Bromly       | Bob Baker                                                     | 8.7 9.6 9.4              | — 65       | 24 november 1979 1 december 1979 8 december 1979 15 december 1979     | 5K  |
| 108      | 5     | The Horns of Nimon        | Kenny McBain      | Anthony Read                                                  | 6.0 8.8 9.8 10.4         | — 67       | 22 december 1979 29 december 1979 5 januari 1980 12 januari 1980      | 5L  |
| —        | 6     | Shada                     | Pennant Roberts   | Douglas Adams                                                 | —                        | —          | Ej visad                                                              | 5M  |

#### Säsong 18 (1980–81)
Detta var den första säsongen som producerades av John Nathan-Turner; Christopher H. Bidmead var manusredaktör. Här återvände man till de tidigaste säsongernas format, och i stort sett alla äventyr fr.o.m. säsong 18 t.o.m. 20 är sammanlänkade, och löper ofta direkt över i nästa.  Säsong 18 bildar ett löst sammanhängande tema som behandlar motivet entropi.  Full Circle, State of Decay, och Warriors' Gate skildrar Doktorns äventyr i E-Space; de släpptes som en VHS-samling under paraplytiteln The E-Space Trilogy.
| Historia | Serie | Äventyrets titel     | Regissör                   | Manus                              | Tittarsiffror (miljoner) | AI         | Originalvisning                                                      | Kod |
| -------- | ----- | -------------------- | -------------------------- | ---------------------------------- | ------------------------ | ---------- | -------------------------------------------------------------------- | --- |
| 109      | 1     | The Leisure Hive     | Lovett Bickford            | David Fisher                       | 5.9 5.0 4.5              | — 65       | 30 augusti 1980 6 september 1980 13 september 1980 20 september 1980 | 5N  |
| 110      | 2     | Meglos               | Terence Dudley             | John Flanagan och Andrew McCulloch | 5.0 4.2 4.7              | 61 64 — 63 | 27 september 1980 4 oktober 1980 11 oktober 1980 18 oktober 1980     | 5Q  |
| 111      | 3     | Full Circle          | Peter Grimwade             | Andrew Smith                       | 5.9 3.7 5.9 5.4          | — 65       | 25 oktober 1980 1 november 1980 8 november 1980 15 november 1980     | 5R  |
| 112      | 4     | State of Decay       | Peter Moffatt              | Terrance Dicks                     | 5.8 5.3 4.4 5.4          | — 69       | 22 november 1980 29 november 1980 6 december 1980 13 december 1980   | 5P  |
| 113      | 5     | Warriors' Gate       | Paul Joyce & Graeme Harper | Stephen Gallagher                  | 7.1 6.7 8.3 7.8          | 59 — 59    | 3 januari 1981 10 januari 1981 17 januari 1981 24 januari 1981       | 5S  |
| 114      | 6     | The Keeper of Traken | John Black                 | Johnny Byrne                       | 7.6 6.1 5.2 6.1          | — 63       | 31 januari 1981 7 februari 1981 14 februari 1981 21 februari 1981    | 5T  |
| 115      | 7     | Logopolis            | Peter Grimwade             | Christopher H. Bidmead             | 7.7 5.8 6.1              | — 61 — 65  | 28 februari 1981 7 mars 1981 14 mars 1981 21 mars 1981               | 5V  |

### Femte Doktorn
Femte Doktorn spelades av Peter Davison.

#### Säsong 19 (1982)
John Nathan-Turner fortsatte som producent. Antony Root och Eric Saward var manusredaktörer. Castrovalva, tillsammans med de två föregående äventyren The Keeper of Traken och Logopolis bildar en löst sammanhållen trilogi som handlar om the Masters återkomst. De släpptes på DVD under den gemensamma titeln New Beginnings.
| Historia | Serie | Äventyrets titel | Regissör       | Manus                  | Tittarsiffror (miljoner) | AI | Originalvisning                                                     | Kod |
| -------- | ----- | ---------------- | -------------- | ---------------------- | ------------------------ | -- | ------------------------------------------------------------------- | --- |
| 116      | 1     | Castrovalva      | Fiona Cumming  | Christopher H. Bidmead | 9.1 8.6 10.2 10.4        | –  | 4 januari 1982 5 januari 1982 11 januari 1982 12 januari 1982       | 5Z  |
| 117      | 2     | Four to Doomsday | John Black     | Terence Dudley         | 8.4 8.8 8.9 9.4          | –  | 18 januari 1982 19 januari 1982 25 januari 1982 26 januari 1982     | 5W  |
| 118      | 3     | Kinda            | Peter Grimwade | Christopher Bailey     | 8.4 9.4 8.5 8.9          | –  | 1 februari 1982 2 februari 1982 8 februari 1982 9 februari 1982     | 5Y  |
| 119      | 4     | The Visitation   | Peter Moffatt  | Eric Saward            | 9.1 9.3 9.9 10.1         | –  | 15 februari 1982 16 februari 1982 22 februari 1982 23 februari 1982 | 5X  |
| 120      | 5     | Black Orchid     | Ron Jones      | Terence Dudley         | 9.9 10.1                 | –  | 1 mars 1982 2 mars 1982                                             | 6A  |
| 121      | 6     | Earthshock       | Peter Grimwade | Eric Saward            | 9.1 8.8 9.8 9.6          | –  | 8 mars 1982 9 mars 1982 15 mars 1982 16 mars 1982                   | 6B  |
| 122      | 7     | Time-Flight      | Ron Jones      | Peter Grimwade         | 10.0 8.5 8.9 8.1         | –  | 23 mars 1982 24 mars 1982 30 mars 1982 31 mars 1982                 | 6C  |

#### Säsong 20 (1983)
John Nathan-Turner var producent och Eric Saward manusredaktör. Mawdryn Undead, Terminus och Enlightenment handlar om the Black Guardians hemliga planer att döda Doktorn; de släpptes separat på VHS som delar av The Black Guardian Trilogy.
| Historia | Serie | Äventyrets titel  | Regissör      | Manus              | Tittarsiffror (miljoner) | AI          | Originalvisning                                                     | Kod |
| -------- | ----- | ----------------- | ------------- | ------------------ | ------------------------ | ----------- | ------------------------------------------------------------------- | --- |
| 123      | 1     | Arc of Infinity   | Ron Jones     | Johnny Byrne       | 7.2 7.3 6.9 7.2          | 69 70 67 66 | 3 januari 1983 5 januari 1983 11 januari 1983 12 januari 1983       | 6E  |
| 124      | 2     | Snakedance        | Fiona Cumming | Christopher Bailey | 6.7 7.7 6.6 7.4          | 65 66 67    | 18 januari 1983 19 januari 1983 25 januari 1983 26 januari 1983     | 6D  |
| 125      | 3     | Mawdryn Undead    | Peter Moffatt | Peter Grimwade     | 6.5 7.5 7.4 7.7          | 67 70 67 68 | 1 februari 1983 2 februari 1983 8 februari 1983 9 februari 1983     | 6F  |
| 126      | 4     | Terminus          | Mary Ridge    | Stephen Gallagher  | 6.8 7.5 6.5 7.4          | 65 67 64 67 | 15 februari 1983 16 februari 1983 22 februari 1983 23 februari 1983 | 6G  |
| 127      | 5     | Enlightenment     | Fiona Cumming | Barbara Clegg      | 6.6 7.2 6.2 7.3          | 67 65 68 70 | 1 mars 1983 2 mars 1983 8 mars 1983 9 mars 1983                     | 6H  |
| 128      | 6     | The King's Demons | Tony Virgo    | Terence Dudley     | 5.8 7.2                  | 65 63       | 15 mars 1983 16 mars 1983                                           | 6J  |
| 129      | —     | The Five Doctors  | Peter Moffatt | Terrance Dicks     | 7.7                      | 75          | 25 november 1983                                                    | 6K  |

#### Säsong 21 (1984)
John Nathan-Turner var producent; Eric Saward manusredaktör.  För första gången sedan säsong 18 är äventyren inte längre direkt sammanlänkade — med slutet av Frontios och början av Resurrection of the Daleks som det enda undantaget. Resurrection skrevs och filmades som fyra 25-minutersavsnitt, men omarbetades sedan till två 45-minutersavsnitt för att ge utrymme åt täckandet av Vinter-OS 1984; sedermera spreds dock 25-minutersversionerna till TV-bolag i andra länder, och det var i den versionen de släpptes kommersiellt.
| Historia | Serie | Äventyrets titel           | Regissör            | Manus                  | Tittarsiffror (miljoner) | AI          | Originalvisning                                                 | Kod |
| -------- | ----- | -------------------------- | ------------------- | ---------------------- | ------------------------ | ----------- | --------------------------------------------------------------- | --- |
| 130      | 1     | Warriors of the Deep       | Pennant Roberts     | Johnny Byrne           | 7.6 7.5 7.3 6.6          | 65 64 62 65 | 5 januari 1984 6 januari 1984 12 januari 1984 13 januari 1984   | 6L  |
| 131      | 2     | The Awakening              | Michael Owen Morris | Eric Pringle           | 7.9 6.6                  | 65 63       | 19 januari 1984 20 januari 1984                                 | 6M  |
| 132      | 3     | Frontios                   | Ron Jones           | Christopher H. Bidmead | 8.0 5.8 7.8 5.6          | 66 69 65    | 26 januari 1984 27 januari 1984 2 februari 1984 3 februari 1984 | 6N  |
| 133      | 4     | Resurrection of the Daleks | Matthew Robinson    | Eric Saward            | 7.3 8.0                  | 69 65       | 8 februari 1984 15 februari 1984                                | 6P  |
| 134      | 5     | Planet of Fire             | Fiona Cumming       | Peter Grimwade         | 7.4 6.1 7.4 7.0          | —           | 23 februari 1984 24 februari 1984 1 mars 1984 2 mars 1984       | 6Q  |
| 135      | 6     | The Caves of Androzani     | Graeme Harper       | Robert Holmes          | 6.9 6.6 7.8              | 65 — 65 68  | 8 mars 1984 9 mars 1984 15 mars 1984 16 mars 1984               | 6R  |

### Sjätte Doktorn
Sjätte Doktorn spelades av Colin Baker.

#### Säsong 21 (1984) — forts.
| Historia | Serie | Äventyrets titel | Regissör      | Manus          | Tittarsiffror (miljoner) | AI          | Originalvisning                                     | Kod |
| -------- | ----- | ---------------- | ------------- | -------------- | ------------------------ | ----------- | --------------------------------------------------- | --- |
| 136      | 7     | The Twin Dilemma | Peter Moffatt | Anthony Steven | 7.6 7.4 7.0 6.3          | 61 66 59 67 | 22 mars 1984 23 mars 1984 29 mars 1984 30 mars 1984 | 6S  |

#### Säsong 22 (1985)
John Nathan-Turner producerade och Eric Saward var manusredaktör.  Alla avsnitt i denna säsong är 45 minuter långa.
| Historia | Serie | Äventyrets titel         | Regissör         | Manus              | Tittarsiffror (miljoner) | AI       | Originalvisning                               | Kod |
| -------- | ----- | ------------------------ | ---------------- | ------------------ | ------------------------ | -------- | --------------------------------------------- | --- |
| 137      | 1     | Attack of the Cybermen   | Matthew Robinson | Paula Moore        | 8.9 7.2                  | 61 65    | 5 januari 1985 12 januari 1985                | 6T  |
| 138      | 2     | Vengeance on Varos       | Ron Jones        | Philip Martin      | 7.2 7.0                  | 63 65    | 19 januari 1985 26 januari 1985               | 6V  |
| 139      | 3     | The Mark of the Rani     | Sarah Hellings   | Pip och Jane Baker | 6.3 7.3                  | 64       | 2 februari 1985 9 februari 1985               | 6X  |
| 140      | 4     | The Two Doctors          | Peter Moffatt    | Robert Holmes      | 6.6 6.0 6.9              | 65 62 65 | 16 februari 1985 23 februari 1985 2 mars 1985 | 6W  |
| 141      | 5     | Timelash                 | Pennant Roberts  | Glen McCoy         | 6.7 7.4                  | 66 64    | 9 mars 1985 16 mars 1985                      | 6Y  |
| 142      | 6     | Revelation of the Daleks | Graeme Harper    | Eric Saward        | 7.4 7.7                  | 67 65    | 23 mars 1985 30 mars 1985                     | 6Z  |

#### Säsong 23 (1986)
John Nathan-Turner fortsatte som producent. Eric Saward var manusredaktör fram till del åtta med Nathan-Turner som inofficiell manusredaktör för återstoden av säsongen. Säsong 23 sändes som en episkt äventyr i fjorton delar under titeln The Trial of a Time Lord, men är strukturerad som fyra äventyr, spelades in i tre produktionsblock, och bildar ett äventyrstema. Dessa fyra äventyr står listade nedan med sina allmänt brukade titlar. Längden på avsnitten återgick till 25 minuter.
| Historia | Serie | Äventyrets titel       | Regissör         | Manus                            | Tittarsiffror (miljoner) | AI          | Originalvisning                                                        | Kod |
| -------- | ----- | ---------------------- | ---------------- | -------------------------------- | ------------------------ | ----------- | ---------------------------------------------------------------------- | --- |
| 143a     | 1     | The Mysterious Planet  | Nicholas Mallett | Robert Holmes                    | 4.9 3.9 3.7              | 72 69 70 72 | 6 september 1986 13 september 1986 20 september 1986 27 september 1986 | 7A  |
| 143b     | 2     | Mindwarp               | Ron Jones        | Philip Martin                    | 4.8 4.6 5.1 5.0          | 71 69 66 72 | 4 oktober 1986 11 oktober 1986 18 oktober 1986 25 oktober 1986         | 7B  |
| 143c     | 3     | Terror of the Vervoids | Chris Clough     | Pip och Jane Baker               | 5.2 4.6 5.3              | 66 69       | 1 november 1986 8 november 1986 15 november 1986 22 november 1986      | 7C  |
| 143d     | 4     | The Ultimate Foe       | Chris Clough     | Robert Holmes Pip och Jane Baker | 4.4 5.6                  | 69          | 29 november 1986 6 december 1986                                       | 7C  |

### Sjunde Doktorn
Sjunde Doktorn spelades av Sylvester McCoy.

#### Säsong 24 (1987)
John Nathan-Turner fortsatte som producent. Andrew Cartmel var manusredaktör.
| Historia | Serie | Äventyrets titel        | Regissör         | Manus              | Tittarsiffror (miljoner) | AI          | Originalvisning                                                        | Kod |
| -------- | ----- | ----------------------- | ---------------- | ------------------ | ------------------------ | ----------- | ---------------------------------------------------------------------- | --- |
| 144      | 1     | Time and the Rani       | Andrew Morgan    | Pip och Jane Baker | 5.1 4.2 4.3 4.9          | 58 63 57 59 | 7 september 1987 14 september 1987 21 september 1987 28 september 1987 | 7D  |
| 145      | 2     | Paradise Towers         | Nicholas Mallett | Stephen Wyatt      | 4.5 5.2 5.0              | 61 58 57    | 5 oktober 1987 12 oktober 1987 19 oktober 1987 26 oktober 1987         | 7E  |
| 146      | 3     | Delta and the Bannermen | Chris Clough     | Malcolm Kohll      | 5.3 5.1 5.4              | 63 60       | 2 november 1987 9 november 1987 16 november 1987                       | 7F  |
| 147      | 4     | Dragonfire              | Chris Clough     | Ian Briggs         | 5.5 5.0 4.7              | 61 64       | 23 november 1987 30 november 1987 7 december 1987                      | 7G  |

#### Säsong 25 (1988–89)
John Nathan-Turner var producent och Andrew Cartmel var manusredaktör.
| Historia | Serie | Äventyrets titel                | Regissör      | Manus           | Tittarsiffror (miljoner) | AI          | Originalvisning                                                   | Kod |
| -------- | ----- | ------------------------------- | ------------- | --------------- | ------------------------ | ----------- | ----------------------------------------------------------------- | --- |
| 148      | 1     | Remembrance of the Daleks       | Andrew Morgan | Ben Aaronovitch | 5.5 5.8 5.1 5.0          | 68 69 70 72 | 5 oktober 1988 12 oktober 1988 19 oktober 1988 26 oktober 1988    | 7H  |
| 149      | 2     | The Happiness Patrol            | Chris Clough  | Graeme Curry    | 5.3 4.6 5.3              | 67 65       | 2 november 1988 9 november 1988 16 november 1988                  | 7L  |
| 150      | 3     | Silver Nemesis                  | Chris Clough  | Kevin Clarke    | 6.1 5.2                  | 71 70       | 23 november 1988 30 november 1988 7 december 1988                 | 7K  |
| 151      | 4     | The Greatest Show in the Galaxy | Alan Wareing  | Stephen Wyatt   | 5.0 5.3 4.8 6.6          | 68 66 69 64 | 14 december 1988 21 december 1988 28 december 1988 4 januari 1989 | 7J  |

#### Säsong 26 (1989)
John Nathan-Turner producerade och Andrew Cartmel var manusredaktör.
| Historia | Serie | Äventyrets titel    | Regissör         | Manus           | Tittarsiffror (miljoner) | AI          | Originalvisning                                                        | Kod |
| -------- | ----- | ------------------- | ---------------- | --------------- | ------------------------ | ----------- | ---------------------------------------------------------------------- | --- |
| 152      | 1     | Battlefield         | Michael Kerrigan | Ben Aaronovitch | 3.1 3.9 3.6 4.0          | 69 68 67 65 | 6 september 1989 13 september 1989 20 september 1989 27 september 1989 | 7N  |
| 153      | 2     | Ghost Light         | Alan Wareing     | Marc Platt      | 4.2 4.0                  | 68 64       | 4 oktober 1989 11 oktober 1989 18 oktober 1989                         | 7Q  |
| 154      | 3     | The Curse of Fenric | Nicholas Mallett | Ian Briggs      | 4.3 4.0 4.2              | 67 68       | 25 oktober 1989 1 november 1989 8 november 1989 15 november 1989       | 7M  |
| 155      | 4     | Survival            | Alan Wareing     | Rona Munro      | 5.0 4.8 5.0              | 69 71       | 22 november 1989 29 november 1989 6 december 1989                      | 7P  |

### Åttonde Doktorn
Åttonde Doktorn spelades av Paul McGann.

#### TV–filmen (1996)
Den enda produktionstitel som användes för detta äventyr var Doctor Who. Producenten Philip Segal föreslog dock senare Enemy Within som en alternativ titel. Eftersom något annat specifikt namn saknas, har många fans tagit till sig detta namn på filmen. Olika grupper av fans har också använt sig av andra inofficiella titlar. DVD-utgåvan har titeln Doctor Who: The Movie.
| Historia | Serie | Titel      | Regissör     | Manus          | Tittarsiffror (miljoner) | AI | Originalvisning                                                     | Kod |
| -------- | ----- | ---------- | ------------ | -------------- | ------------------------ | -- | ------------------------------------------------------------------- | --- |
| 156      | —     | Doctor Who | Geoffrey Sax | Matthew Jacobs | 9.08                     | 75 | 12 maj 1996 (Kanada) 14 maj 1996 (USA) 27 maj 1996 (Storbritannien) | TVM |

Fotnot "TVM" används i BBC:s avsnittsguide på nätet.
Den egentliga kod som användes under produktionen är 50/LDX071Y/01X.

## Andra äventyr

### Filmer
Två långfilmer som baserade sig på de tidiga säsongerna har spelats in. Dessa filmer anses inte ingå in kontinuiteten för Doctor Who, eftersom historien omarbetades kraftigt för vita duken.
- Dr. Who and the Daleks (1965) - en alternativ filmversion av början på An Unearthly Child och The Daleks med Peter Cushing i rollen som en mänsklig vetenskapsman vid namn Dr. Who.
- Daleks - Invasion Earth 2150 AD (1966) - en alternativ filmversion av The Dalek Invasion of Earth och uppföljaren till Dr. Who and the Daleks, även den med Peter Cushing i huvudrollen.

### TV-program
Det har också förekommit flera Doctor Who-avsnitt och -säsonger som producerats av BBC, men som inte brukar räknas in i Doctor Who-kontinuiteten. De brukar oftast vara parodier och crossovers med andra TV-serier, och är berättelser som producerats för speciella tillfällen.
- A Fix with Sontarans (1985) - ett segment ur Jim'll Fix It med Colin Baker som Sjätte Doktorn och Janet Fielding som Tegan Jovanka.
- Dimensions in Time (1993) - crossover med EastEnders till förmån för Children in Need, med Jon Pertwee, Tom Baker, Peter Davison, Colin Baker och Sylvester McCoy, och med många tidigare följeslagare.
- Doctor Who and the Curse of Fatal Death (1999) - Comic Relief-parodi, med bland andra Rowan Atkinson som Doktorn.
- Attack of the Graske (2005) - interaktivt miniavsnitt med David Tennant som Tionde Doktorn.
- The Infinite Quest (2007) – en tecknad serie i tretton delar med tre-och-en halv-minutsavsnitt, med Tionde Doktorn och Martha Jones. De tolv första delarna visades ursprungligen på Totally Doctor Who, och alla tretton sändes som ett sammanhängande avsnitt den 30 juni 2007.

### Webcasts
- Death Comes to Time (2001) - webcast för BBCi med Sjunde Doktorn.
- Real Time (2002) - webcast för BBCi med Sjätte Doktorn.
- Shada (2003) - webcast för BBCi med Paul McGann som Åttonde Doktorn; en nyinspelning av det icke avslutade äventyret med Fjärde Doktorn.
- Scream of the Shalka (2003) - webcast för BBCi med alternativ version av Nionde Doktorn, känd som Shalka-Doktorn, spelad av Richard E. Grant.

Ett flertal av webcast-produktionerna gjordes av Big Finish Productions men sändes först på BBC:s webbplats innan de släpptes i andra media; inga av dem var live-produktioner, utan använde sig istället av begränsade animeringar och illustrationer, med Scream of the Shalka som den mest fullödigt animerade av dem.
BBC har också beställt och sänt ett flertal radioäventyr som baseras på serien, nu senast ett antal produktioner för BBC7 med Paul McGann som Åttonde Doktorn.